# Tsuchiyama-juku

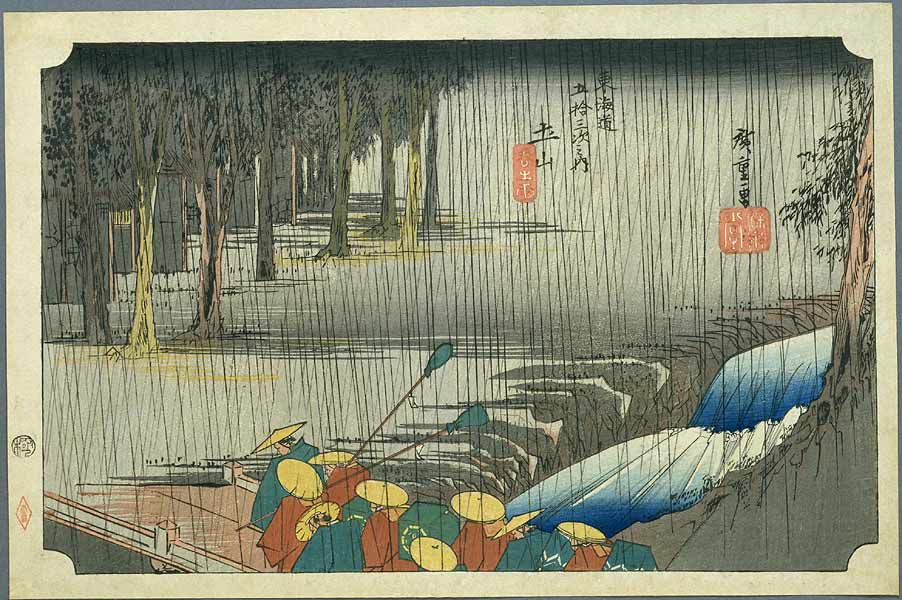
Stacja w latach 30. XIX wieku, Hiroshige Andō

Tsuchiyama-juku (jap. 土山宿 Tsuchiyama-juku) – czterdziesta dziewiąta z 53 stacji szlaku Tōkaidō, położona obecnie w mieście Kōka, w prefekturze Shiga w Japonii.